# Вимпел
Ви́мпел (нід. wimpel), майве́ць — вузький довгий прапор, часто роздвоєний на кінці.
Вимпел піднімається на військових кораблях для визначення державної приналежності. Слово «вимпел» вживається для позначення кількості бойових одиниць на флоті (аналогічно «багнетам» у піхоті і «шаблям» у кавалерії). Вимпели комерційних суден мають довільні форми і кольори.

## Види вимпелів
- Брейд-вимпел — символ перебування на кораблі високих командирів, а також ознака флагманського корабля.
- Космічний вимпел — металева пластинка із зображенням державних символів[3]. Вимпел радянських міжпланетних станцій «Луна-1», «Луна-2», «Венера-3», «Венера-2», «Марс-1», «Марс-2» являв собою порожнисту сферу, складену з металевих п'ятикутників із викарбованим зображенням герба СРСР[4]
- Спортивний вимпел — вузький і довгий, часто трикутний прапорець, що видається на відзнаку яких-небудь досягнень[3]; символ спортивного змагання, клубу, організації.
- Вимпел в авіації — металева трубка (коробка та ін.) з прапорцем, що скидається з літака чи іншого літального апарата для передачі відомостей, якого-небудь сигналу тощо[3].

## Галерея

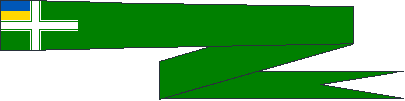
Вимпел морської охорони України
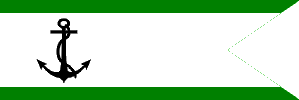
Брейд-вимпел командувача дивізіону морської охорони
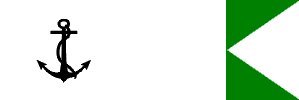
Брейд-вимпел старшого на рейді морської охорони
Вимпел Чорноморського флоту в перехідний період (1992-1995 рр.)
Вимпел ВМФ СРСР (1950-1992 рр.)
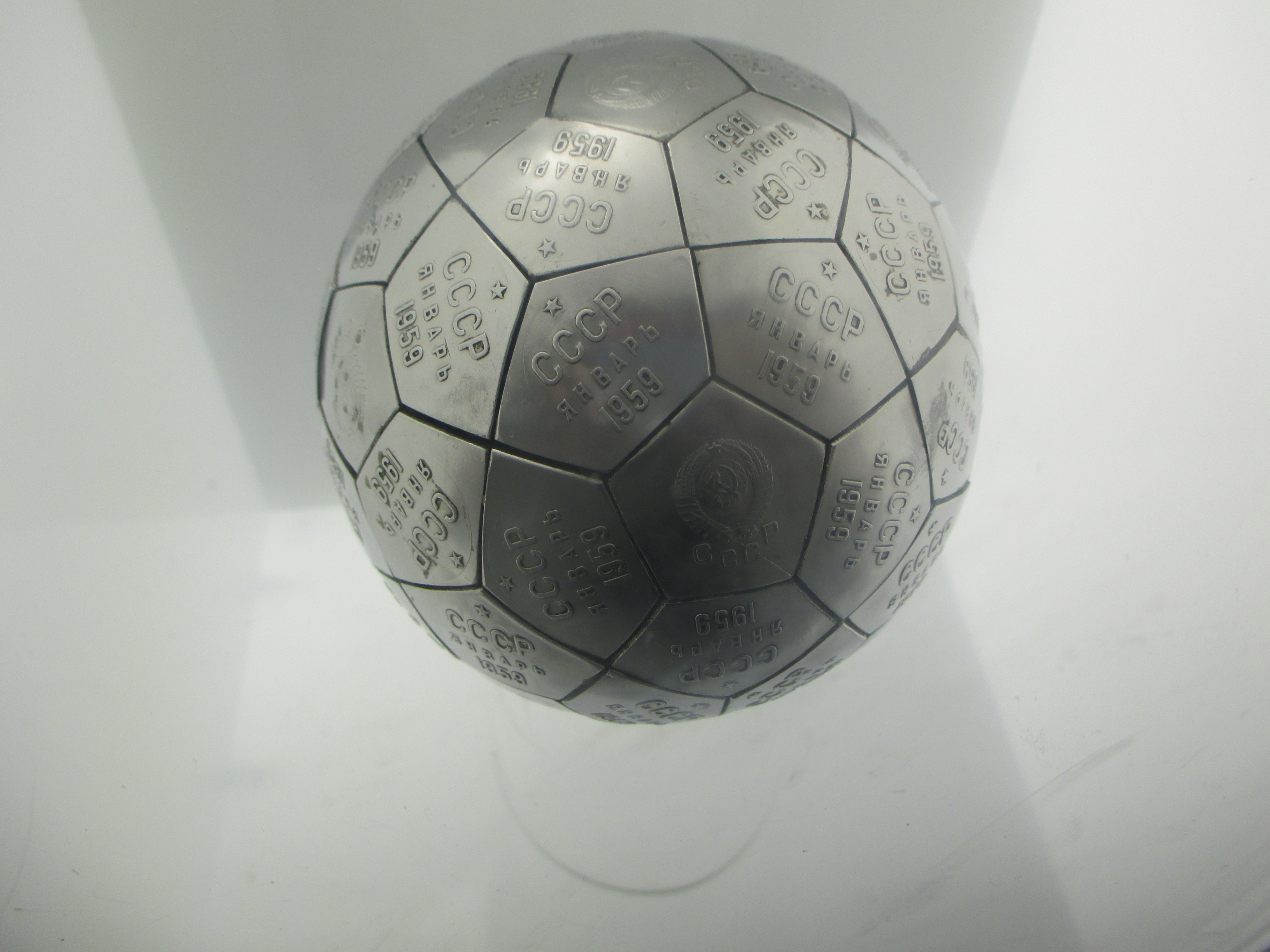
Копія вимпела, доставленого на Місяць станцією «Луна-2». Канзаський центр космосфери й космосу
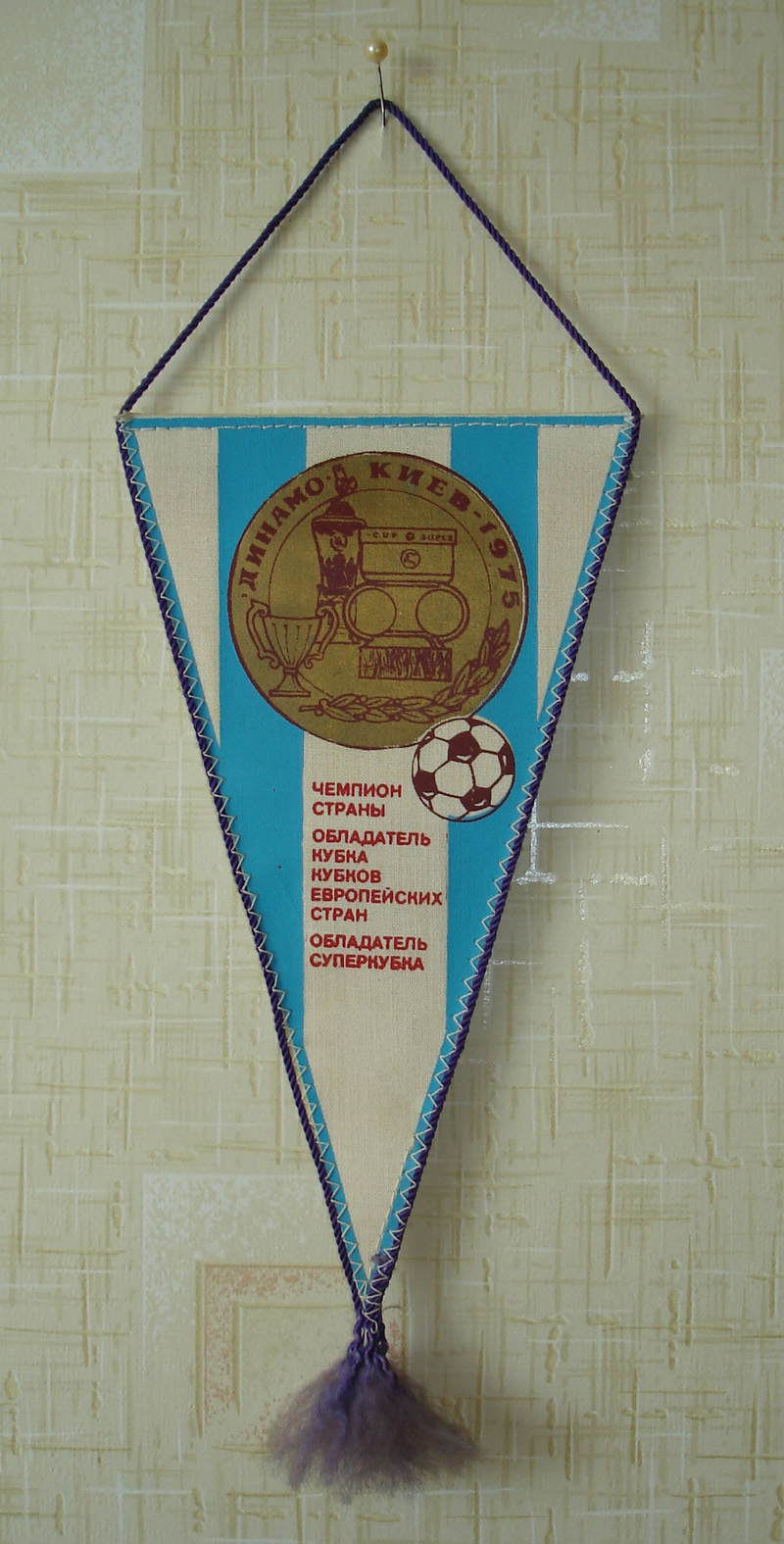
Вимпел футбольного клубу Динамо (Київ)
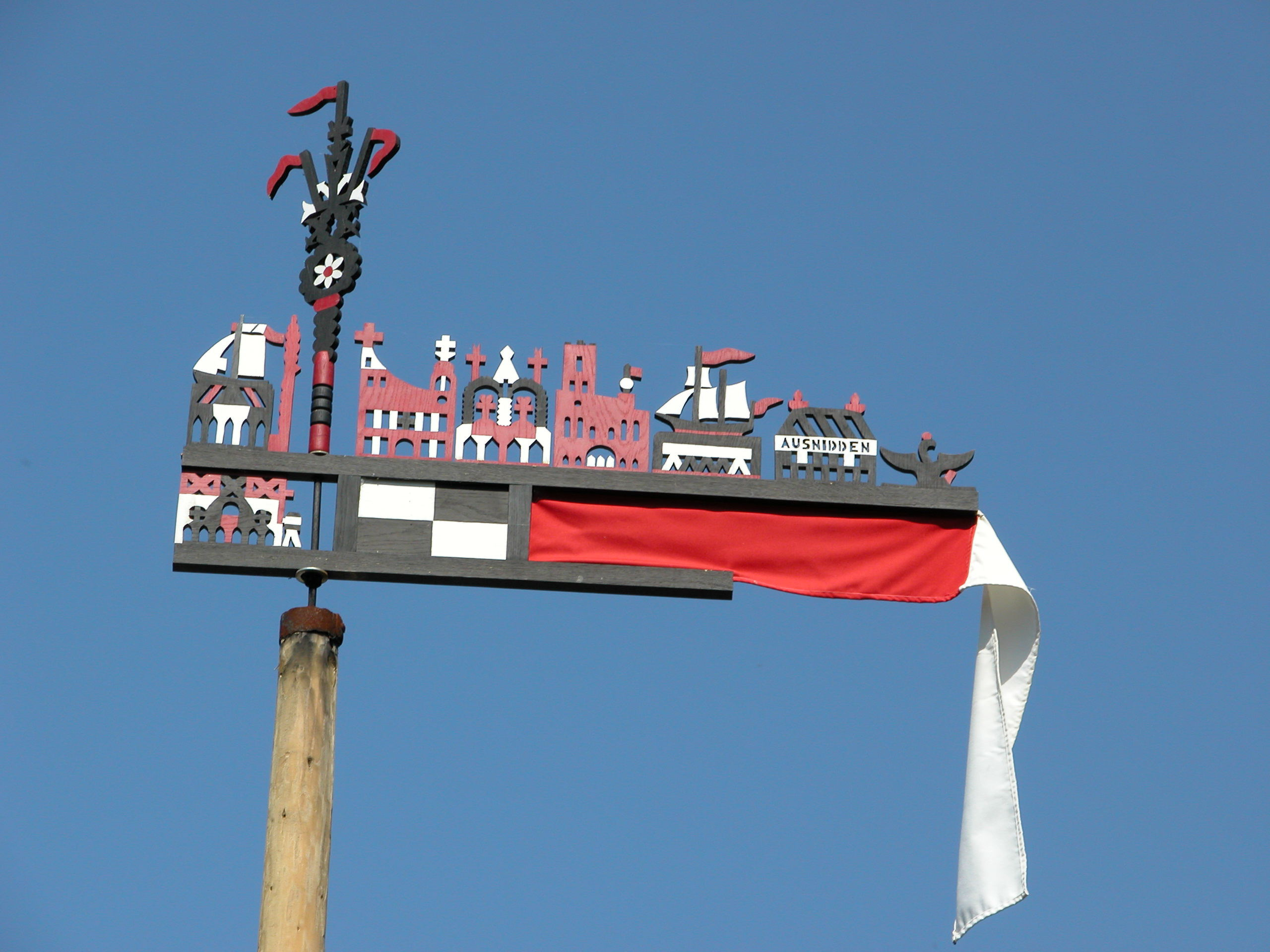
Куршський вимпел в Ніді